# (9041) Takane
(9041) Takane est un astéroïde de la ceinture principale.

## Description
(9041) Takane est un astéroïde de la ceinture principale. Il fut découvert le 9 février 1991 à Kiyosato par Satoru Ōtomo et Osamu Muramatsu. Il présente une orbite caractérisée par un demi-grand axe de 2,20 UA, une excentricité de 0,07 et une inclinaison de 2,8° par rapport à l'écliptique.

## Compléments